# Karelisch Front

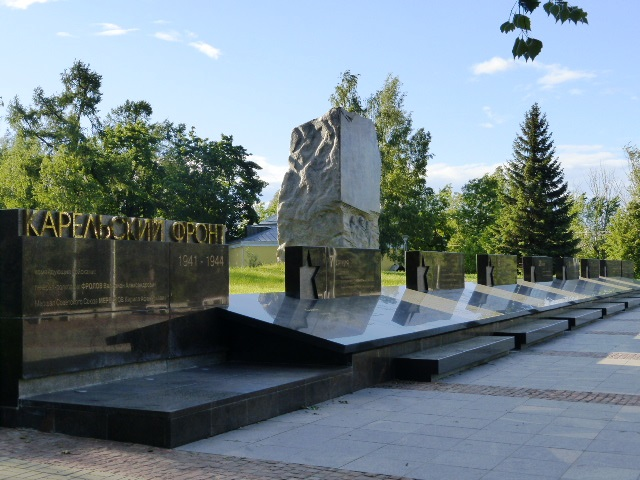
Gedenksteen voor het Karelisch Front

Het Karelisch Front (Russisch: Карельский фронт) was een legergroep (front) van het Rode Leger tijdens de Tweede Wereldoorlog.
Het Karelisch Front was relatief klein ten opzichte van de andere Fronten in Wit-Rusland of Oekraïne. Het gevechtsterrein van het front strekte zich in Karelië uit van het Ladogameer tot aan Moermansk. In tegenstelling tot westerse legergroepen vormden bij de Sovjets ook luchtlegers onderdeel van het front.

## Ontstaan
Op 21 augustus 1941 werd het Noordelijk Front gesplitst in twee nieuwe fronten. Terwijl het Leningradsfront verantwoordelijk werd voor de verdediging van de stad, moest het Karelisch Front het gebied van Karelië ten noorden van het Ladogameer verdedigen. Aanvankelijk was de belangrijkste opdracht van het Front de verdediging van de noordelijke toegangswegen naar Leningrad. Gedurende het begin van de Vervolgoorlog veroverden de Finnen delen van Karelië en Oost-Karelië, maar ze zetten hun aanval niet verder en de frontlijn stabiliseerde zich rond de Fins-Russische grens van 1940.

## Gevechten in het hoge noorden
Naarmate de oorlog vorderde, nam het belang van de spoorlijn naar Moermansk toe. Langs deze ijsvrije haven op het schiereiland Kola bereikten de geallieerde Moermansk-konvooien de Sovjet-Unie. De hoofdtaak van het Karelisch Front evolueerde van de verdediging van Karelië naar de bescherming van deze vitale bevoorradingslijn. Bij het begin van Operatie Barbarossa ondernam de Duitse Wehrmacht een poging om Moermansk te veroveren om de spoorlijn af te snijden. Tegen november 1941 had het Karelisch Front de Duitse opmars tot stilstand gebracht en het front stabiliseerde zich.
Begin 1942 lanceerde het Karelisch Front een aanval om Medvezjegorsk, een stad aan de noordoever van het Onegameer, te heroveren, maar de Fins-Duitse verdedigers sloegen die af. Ook het offensief in april 1942 aan de Svir en tweede poging in september 1942 om Medvezjegorsk te heroveren, faalden. Oorlogsvoering in dit gebied was voor beide partijen moeilijk. In tegenstelling tot de grote veldslagen rond Moskou en Stalingrad werd er slechts gevochten tussen kleine eenheden. De nadruk lag op de bevoorrading van deze troepen. De partij die voldoende voedsel en munitie kon aanvoeren naar het slagveld, won de strijd. Wegen waren schaars en slechts gedurende een beperkte tijd van het jaar begaanbaar.
In 1943 was het rustig aan dit front. De activiteiten beperkten zich tot schermutselingen op bataljonsniveau en speciale operaties van commando's. De Sovjets vormden een partizanenbrigade, die achter de Duits-Finse frontlinie enkele kleinere aanvallen uitvoerde en de Finse bevolking terroriseerde. De Duitsers probeerden de spoorlijn naar Moermansk te vernietigen.
Begin 1944 beval Stavka een offensief tegen Finland om dit land tot overgave te dwingen. Op 20 juni 1944 startte het Karelisch Front de operatie Svir-Petrozavodsk. Doordat de Finnen zich van de zuidelijke oever had teruggetrokken, verliep de aanval van het Karelisch front aanvankelijk vlot. Op 29 juni 1944 viel Petrozavodsk in handen van de Sovjets. Het 7e Leger bereikte op 10 juli de Finse hoofdverdedigingslinie, maar brak niet door. Het 32e Leger probeerde de linie vanuit het noorden te passeren, maar ook deze poging faalde. De Finnen voerden een geslaagde tegenaanval uit en vernietigden twee divisies in de Slag bij Ilomantsi. Stavka beval generaal Kiril Meretskov om de aanval te stoppen. Hoewel het Karelisch Front een groot gedeelte van Karelië heroverde, faalde het offensief in zijn doelstelling om de Finnen te verslaan. Toch leidde het tot een wapenstilstand tussen de Sovjet-Unie en Finland. Jozef Stalin realiseerde zich dat de bezetting van Finland te veel troepen van het Rode Leger zou vergen. Hij kon deze troepen niet missen en daarom sloot hij een akkoord met Finland.
In oktober 1944 startte het Karelisch Front de Operatie Kirkenes-Petsamo met als doel de Duitse eenheden in Lapland te vernietigen. Het ruwe terrein en de barre weersomstandigheden bemoeilijkten militaire operaties in deze regio. Het Karelisch Front slaagde er niet in om het 20e Leger (Wehrmacht) te vernietigen, maar enkel om de Duitsers terug te drijven naar Noorwegen. Op 27 oktober 1944 schortte generaal Meretskov alle operaties op, want de poolnacht liet geen militaire actie toe.
De ervaring die de eenheden van het Karelisch Front tijdens de gevechten opdeden, werd later gebruikt in de gevechten in Mantsjoerije.

## Commandanten
| Commandanten             | Begindatum    | Einddatum     |
| ------------------------ | ------------- | ------------- |
| Generaal Valerian Frolov | augustus 1941 | februari 1944 |
| Generaal Kiril Meretskov | februari 1944 | november 1944 |

## Sterkte en verliezen
| Datum                         | Operatie                  | Sterkte | Verliezen |
| ----------------------------- | ------------------------- | ------- | --------- |
| Augustus 1941 – december 1941 | Operatie Barbarossa       | 358 390 | 72 536    |
| Oktober 1944                  | Operatie Kirkenes-Petsamo | 113 200 | 18 435    |